# Gordon Jackson
Gordon Jackson (n. 19 decembrie 1923 – d. 15 ianuarie 1990) a fost un actor scoțian de film. 

## Filmografie
- The Foreman Went to France (1942)
- One of Our Aircraft is Missing (1943)
- Nine Men (1943)
- Millions Like Us (1943)
- San Demetrio London (1943)
- Pink String and Sealing Wax (1946)
- The Captive Heart (1946)
- Against the Wind (1948)
- Eureka Stockade (1949)
- Floodtide (1949)
- Stop Press Girl (1949)
- Whisky Galore! (1949)
- Bitter Springs (1950)
- Happy Go Lovely (1951)
- The Lady with the Lamp (1951)
- Castle in the Air (1951)
- Death Goes to School (1953)
- Malta Story (1953)

- Meet Mr. Lucifer (1953)
- Delavine Affair (1954)
- The Love Lottery (1954)
- Moby Dick Rehearsed (1955, TV)
- Windfall (1955)
- Passage Home (1955)
- The Quatermass Xperiment (1955)
- Blonde Bait (1956)
- Women without Men (1956)
- Pacific Destiny (1956)
- The Baby and the Battleship (1956)
- Sailor Beware! (1956)
- Rockets Galore! (1957)
- Seven Waves Away (1957)
- Let's Be Happy (1957)
- Șoferii iadului (Hell Drivers), regia Cy Endfield
- Man in the Shadow (1957)
- Black Ice (1957)
- Three Crooked Men (1958)
- Blind Spot (1958)
- The Price of Silence (1958)
- The Navy Lark (1959)
- Yesterday's Enemy (1959)
- The Bridal Path (1959)
- Blind Date (1959)
- Devil's Bait (1959)
- Snowball (1960)
- Cone of Silence (1960)
- Tunes of Glory (1960)
- Greyfriars Bobby: The True Story of a Dog (1961)
- Two Wives at One Wedding (1961)
- 1962 Revolta de pe Bounty (Mutiny on the Bounty)
- The Bergonzi Hand (1963, TV)
- Hold My Hand, Soldier (1963, TV)
- 1963 Marea evadare (The Great Escape), regia John Sturges
- 1964 Corăbiile lungi (The Long Ships), regia Jack Cardiff
- ABC of Britain (1964, TV)
- Daylight Robbery (1964)
- 1965 Acei oameni minunați în mașinile lor zburătoare (Those Magnificent Men in Their Flying Machines)
- 1965 Dosarul Ipcress (The Ipcress File)
- Cast a Giant Shadow (1966)
- The Fighting Prince of Donegal (1966)
- 1966 Eddie Chapman agent secret (Triple Cross)
- 1967 Noaptea generalilor (The Night of the Generals)
- Danger Route (1967)
- On the Run (1968)
- The Prime of Miss Jean Brodie (1969)
- Run Wild, Run Free (1969)
- Hamlet (1969)
- Scrooge (1970)
- Kidnapped (1971)
- Madame Sin (1972)
- Russian Roulette (1975)
- Spectre (1977, TV)
- Golden Rendezvous (1977)
- 1976 Atingerea meduzei (film) (The Medusa Touch)
- The Last Giraffe (1979, TV)
- The Masks of Death (1984, TV)
- The Shooting Party (1985)
- Gunpowder (1986)
- Shaka Zulu (1986)
- The Whistle Blower (1987)
- The Lady and the Highwayman (1989, TV)
- The Winslow Boy (1990, TV)
- Effie's Burning (1990, TV)